# Mycetaulus bipunctata
Mycetaulus bipunctata is een vliegensoort uit de familie van de Piophilidae. De wetenschappelijke naam van de soort is voor het eerst geldig gepubliceerd in 1823 door Fallen.